# Escobares, Texas
Escobares là một thành phố thuộc quận Starr, tiểu bang Texas, Hoa Kỳ. Năm 2010, dân số của xã này là 1188 người.

## Dân số
- Dân số năm 2000: người.
- Dân số năm 2010: 1188 người.